# Zoltán Speidl
Zoltán Speidl (ur. 17 marca 1880 w Łuczeńcu, zm. 3 lipca 1917 w Budapeszcie) – węgierski lekkoatleta, pływak, sędzia i działacz sportowy oraz dziennikarz.

## Kariera sportowa
W 1900 wystartował na igrzyskach olimpijskich, na których wziął udział w biegu na 400 i 800 m oraz w biegu na 200 m ppł. W biegu na 400 m odpadł w pierwszej rundzie, zajmując 4. lub 5. miejsce w swoim biegu eliminacyjnym. Na dwukrotnie dłuższym dystansie był 5. w biegu finałowym, wcześniej przechodząc pierwszą rundę, w której uplasował się na 2. pozycji w swoim biegu eliminacyjnym, finiszując 3 jardy za Henrim Deloge, który uzyskał czas 2:00,6 s. W biegu na 200 m ppł Węgier odpadł w pierwszej rundzie, zajmując ostatnie, 6. miejsce w swoim biegu eliminacyjnym.
W 1900, 1901 i 1902 zostawał mistrzem Austrii na 1000 m. 
W 1901 został mistrzem Węgier na 440 jardów z czasem 54,4 s.
Reprezentował Budapesti Egyetemi Atletikai Club jako lekkoatleta i Magyar Úszók Egyesülete jako pływak.

## Kariera sędziowska
Był sędzią pierwszego w historii ligowego meczu piłkarskiego na Węgrzech, rozegranego 17 lutego 1901 między dwoma klubami z Budapesztu: BTC i BSC.

## Kariera działacza
Po zakończeniu kariery był sekretarzem generalnym Budapesti Egyetemi Atletikai Club.

## Kariera dziennikarska
Po zakończeniu kariery pracował w gazetach Nemzeti Sport i Sportvilág oraz założył kolejną, Sporthírlapot.